# Sacha Vierny
Sacha Vierny (Bois-le-Roi, 1919. augusztus 10. – Párizs, 2001. május 15.) francia operatőr.

## Élete
Sacha Vierny 1919-ben született a franciaországi Bois-le-Roiban. Operatőrként 79 alkotásban (filmek, rövidfilmek, dokumentumfilmek) vett részt. Olyan neves rendezőkkel dolgozott együtt mint Luis Buñuel, Raoul Ruiz, Pierre Kast, Chris Marker, Paul Paviot, Alain Resnais vagy Peter Greenaway. 
Alain Resnais és Vierny 1955-től 1984-ig összesen 10 filmet készítettek együtt. A híres brit filmrendező Peter Greenaway 1985-ös Z és két nulla (A Zed & Two Noughts)című filmjétől számítva minden munkáját (televíziós műveit és rövidfilmjeit is ide értve) Sacha Vierny fényképezte az 1999-es 8½ nővel bezárólag. A Greenaway is utalt egy interjúban Viernyre, hogy ő volt a "legfontosabb együttműködője". Vierny 2001-ben hunyt el Párizsban 81 éves korában.

## Fontosabb filmjei
- Sötétség és köd (Nuit et brouillard) dokumentum-rövidfilm (1956)
- Szerelmem, Hirosima (Hiroshima mon amour) (1956)
- A műanyag éneke (Le chant du Styrène) dokumentum-rövidfilm (1959)
- Szépséges Párizs (Paris la belle) dokumentum-rövidfilm (1960)
- Tavaly Marienbadban (L’année dernière à Marienbad) (1961)
- A háborúnak vége (La guerre est finie) (1966)
- A nap szépe (Belle de jour) (1967)
- Caroline, drágám (Caroline chérie) (1967)
- Nicsak, ki tetovál? (Le tatoué) (1968)
- Égő pajták (Les granges brûlées) (1973)
- Amerikai nagybácsim (Mon oncle d’Amérique) (1980)
- Mostohaapa (Beau-père) (1981)
- Halálos szerelem (L’amour à mort) (1984)
- Z és két nulla (A Zed & Two Noughts) (1985)
- Az építész hasa (The Belly of an Architect) (1987)
- Számokba fojtva (Drowning by Numbers) (1988)
- A szakács, a tolvaj, a feleség és a szeretője (The Cook, the Thief, His Wife & Her Lover) (1989)
- Prospero könyvei (Prospero’s Books) (1991)
- A maconi gyermek (A maconi gyermek) (1993)
- Párnakönyv (The Pillow Book) (1996)
- 8 és 1/2 nő (8 ½ Women ) (1999)
- A síró ember (The Man Who Cried) (2000)

## Fordítás
- Ez a szócikk részben vagy egészben  a   Sacha Vierny című angol Wikipédia-szócikk fordításán alapul.  Az eredeti cikk szerkesztőit annak laptörténete sorolja fel. Ez a jelzés csupán a megfogalmazás eredetét és a szerzői jogokat jelzi, nem szolgál a cikkben szereplő információk forrásmegjelöléseként.
- Ez a szócikk részben vagy egészben  a   Sacha Vierny című francia Wikipédia-szócikk fordításán alapul.  Az eredeti cikk szerkesztőit annak laptörténete sorolja fel. Ez a jelzés csupán a megfogalmazás eredetét és a szerzői jogokat jelzi, nem szolgál a cikkben szereplő információk forrásmegjelöléseként.